# 駒澤大学バスケットボール部
駒澤大学バスケットボール部ウルフパック（こまざわだいがくバスケットボールぶウルフパック、英: Komazawa Univ. Basketball Club Wolf Pack）は駒澤大学の男子バスケットボールチームである。関東大学バスケットボール連盟所属。玉川キャンパスを練習拠点としている。通称「Wolf Pack」。

## 歴史
創立年不明。

### 主な成績
関東大学バスケットボールリーグ戦
- 2019年、玉川大学に快勝し2部残留【スターティングメンバー】大髙祐哉(経4)、渡邉陸(営3)、櫻井啓翔(法4)、劉大鵬(経2)、金久保翔(経4)[1]。
- 2023年10月29日、法政大学に勝ち、15勝7敗で3位。

## 関係者
歴代監督
- 白井憲二
- 前田祥太

### 出身者
- 広瀬大志 - 元東京アパッチ
- 西山達哉 - 横浜エクセレンス
- 崔純也 - 島原中央高等学校女子バスケットボール部監督
- 渡邊拓実 - 元アイシン アレイオンズ
- 佐野隆司 - 東京八王子ビートレインズ
- 前田祥太 - 元横河電機ワイルドブルー
- 針生信洋 - 元青森ワッツ・琉球ゴールデンキングス
- 石井峻平 - 愛媛オレンジバイキングス
- 金久保翔 - 金沢武士団
- 渋田怜音 - 新潟アルビレックスBB
- 加藤穂高 - SHINAGAWA CC WILDCATS.EXE（3×3 BASKETBALL）
- 松本アイクバリー - SHINAGAWA CC WILDCATS.EXE（3×3 BASKETBALL）[2]
- 田中晴瑛 - 2021年入学、越谷 ALPHAS.EXE（3×3 BASKETBALL）[3]、3×3 U21日本代表選出[4]
- 山﨑成隆 - 2023年入学、サンロッカーズ渋谷U18出身[5]